# チャムネクイナ
チャムネクイナ(茶胸水鶏、学名：Rallus madagascariensis) は、ツル目クイナ科に分類される鳥類の一種である。

## 分布
マダガスカル固有種。マダガスカル島の東部や北部に分布地は点在する。

## 形態
体長約25cm。体の上面はオリーブ色がかった褐色で、黒色の縞模様が入る。頸から胸、腹、脇は赤紫色がかった褐色である。頸の側面には黒色の縦斑が入る。下尾筒は暗い褐色で先端が白色である。嘴は淡い赤色で、虹彩は暗い赤色、脚は灰褐色である。

## 生態
沼地や湿地、熱帯雨林の地上部に生息する。通常は単独、もしくは番いで生活している。
主に昆虫類や無脊椎動物を捕食する。

## 人間との関係
開発による生息地の環境破壊により生息数は減少している。